# Красная Поляна (Черноморский район)
Кра́сная Поля́на (до 1948 года Кизи́л-Чонра́в; укр. Красна Поляна, крымскотат. Qızıl Çoñrav, Къызыл Чонърав) — село в Черноморском районе Республики Крым, центр Краснополянского сельского поселения (согласно административно-территориальному делению Украины — Краснополянского сельсовета Автономной Республики Крым).

## Население
| 2001 | 2014  |
| ---- | ----- |
| 1110 | ↘1048 |

Всеукраинская перепись 2001 года показала следующее распределение по носителям языка
| Язык             | Процент |
| ---------------- | ------- |
| русский          | 77,12   |
| украинский       | 18,02   |
| крымскотатарский | 3,69    |
| другие           | 0,36    |

### Динамика численности
| - 1900 год — 26 чел. - 1915 год — 21/41 чел. - 1926 год — 85 чел. - 1974 год — 965 чел. | - 1989 год — 1142 чел. - 2001 год — 1110 чел. - 2009 год — 1060 чел. - 2014 год — 1048 чел. |

## География
Красная Поляна — село в центральной части района, на Тарханкутской возвышенности в степном Крыму, высота центра села над уровнем моря — 60 м. Ближайшие сёла — Внуково в 2,5 км на восток и Кузнецкое в 2,7 км на запад, ближайшая железнодорожная станция — Евпатория — около 52 км. Транспортное сообщение осуществляется по региональной автодороге 35К-013 Черноморское — Евпатория (по украинской классификации — Т-01-08).

## Современное состояние
На 2016 год в Красной Поляне числится 15 улиц; на 2009 год, по данным сельсовета, село занимало площадь 75 гектара, на которой в 356 дворах числилось 1060 жителей. В селе действуют средняя общеобразовательная школа, детский сад «Поляночка», дом культуры, библиотека-филиал № 1, отделение почты, церковь Ксении Петербургской. Село связано автобусным сообщением с райцентром, Евпаторией, Симферополем и соседними населёнными пунктами.

## История
Впервые в доступных источниках встречается на карте 1836 года, как хутор Кизил-Чонрав, как и на карте 1842 года, на трехверстовой карте 1865—1876 года обозначена экономия Кизил-Чонрав. В «…Памятной книжке Таврической губернии на 1892 год», о посёлке Кизиль-Чонрав, входившем в Карлавский участок, никаких сведений, кроме названия, не приведено.
Земская реформа 1890-х годов в Евпаторийском уезде прошла позже остальных, в результате Кизил-Чонрав приписали к Кунанской волости.
По «…Памятной книжке Таврической губернии на 1900 год» в деревне числилось 26 жителей в 3 дворах. По Статистическому справочнику Таврической губернии. Ч.II-я. Статистический очерк, выпуск пятый Евпаторийский уезд, 1915 год, в деревне Кизил-Чонрав Кунанской волости Евпаторийского уезда числилось 10 дворов (2 двора с землёй, 8 — безземельные) с татарским населением в количестве 21 человека приписных жителей и 41 — «посторонний», из которых 29 мужчин и 33 женщины. Жители владели 610 десятинами удобной земли. В хозяйствах имелось 40 лошадей, 44 вола, 6 коров и 1300 голов мелкого скота.
После установления в Крыму Советской власти, по постановлению Крымревкома от 8 января 1921 года № 206 «Об изменении административных границ» была упразднена волостная система и образован Евпаторийский уезд, в котором создан Ак-Мечетский район и село вошло в его состав, а в 1922 году уезды получили название округов. 11 октября 1923 года, согласно постановлению ВЦИК, в административное деление Крымской АССР были внесены изменения, в результате которых округа были отменены, Ак-Мечетский район упразднён и село вошло в состав Евпаторийского района. Согласно Списку населённых пунктов Крымской АССР по Всесоюзной переписи 17 декабря 1926 года, в селе Кизил-Чонрав, Ак-Коджинского сельсовета Евпаторийского района, числилось 24 двора, все крестьянские, население составляло 85 человек, все татары. Согласно постановлению КрымЦИКа от 30 октября 1930 года «О реорганизации сети районов Крымской АССР», был восстановлен Ак-Мечетский район (по другим данным 15 сентября 1931 года) и село вновь включили в его состав.
В годы Великой Отечественной войны на фронтах сражался 121 житель села, 56 из них погибли, 65 награждены орденами и медалями. В их честь в 1974 году в центре села установлен памятный знакк в виде вертикальной стелы с барельефом, изображающим советского воина в полный рост, в плащ-накидке и с автоматом в правой руке и мемориальными досками. Постановлением Совета министров Республики Крым № 627 от 20 декабря 2016 года памятник отнесён к категории объектов культурно-исторического наследия России регионального значения.
В 1944 году, после освобождения Крыма от фашистов, согласно Постановлению ГКО № 5859 от 11 мая 1944 года, 18 мая крымские татары были депортированы в Среднюю Азию. С 25 июня 1946 года Кизил-Чонрав в составе Крымской области РСФСР. Указом Президиума Верховного Совета РСФСР от 18 мая 1948 года, Кизил-Чонрав переименовали в Красную Поляну. 26 апреля 1954 года Крымская область была передана из состава РСФСР в состав УССР. С начала 1950-х годов, в ходе второй волны переселения (в свете постановления № ГОКО-6372с «О переселении колхозников в районы Крыма»), в Черноморский район приезжали переселенцы из различных областей Украины. Время включения в состав Межводненского сельсовета пока не выяснено: на 15 июня 1960 года село уже числилось в его составе. В 1966 году был основан совхоз «Красная Поляна», впоследствии — КСП, а затем СПК с тем же названием. В 1973 году был образован Краснополянский. По данным всесоюзной переписи населения 1939 года в селе проживало 1142 человека. С 12 февраля 1991 года село в восстановленной Крымской АССР, 26 февраля 1992 года переименованной в Автономную Республику Крым. С 21 марта 2014 года в составе Крыма аннексирована Россией.